# Principe du moindre intérêt
Le principe du moindre intérêt est l'un des indicateurs de pouvoir dans les relations humaines.[réf. nécessaire] Il suggère que le pouvoir est entre les mains de la personne qui se soucie le moins de la relation.

## Origine
Ce terme a été inventé en 1938 par le sociologue Willard Waller (en), qui a fait valoir qu'une façon de prendre le pouvoir dans une relation était de retenir son amour.

## Etudes
Une étude de 1984 sur 77 lesbiennes engagées dans une relation a découvert que près de 40 % ont déclaré un rapport de force inégal, la personne jugée la moins dépendante de la relation étant considérée comme ayant davantage de pouvoir. Une étude de 1994 menée sur 413 adultes américains hétérosexuels dans les relations amoureuses a montré une corrélation négative entre l'implication émotionnelle et le pouvoir, la perception d'impuissance augmentant avec l'implication émotionnelle. 39 % des répondants ont indiqué que dans leur relation la femme était plus impliquée émotionnellement, seuls 21 % ayant déclaré que c'était l'homme. De même, dans une étude sur 101 hétérosexuels américains datant de 2006, les sociologues Susan Sprecher et Diane Felmlee ont constaté que les partenaires qui se percevaient comme plus investis émotionnellement dans leur relation se percevaient aussi comme ayant moins de pouvoir. Cela était vrai pour les femmes et les hommes, mais les hommes étaient significativement plus susceptibles de se sentir moins investi émotionnellement et plus puissants que leurs partenaires,. Une étude de 2012, menée par trente entretiens approfondis avec 15 couples afro-américains non-mariés, a découvert que le partenaire le moins investi émotionnellement dans chaque relation tendait à prendre les décisions du couple sur la façon de gérer le contrôle des naissances.